# Ekoton

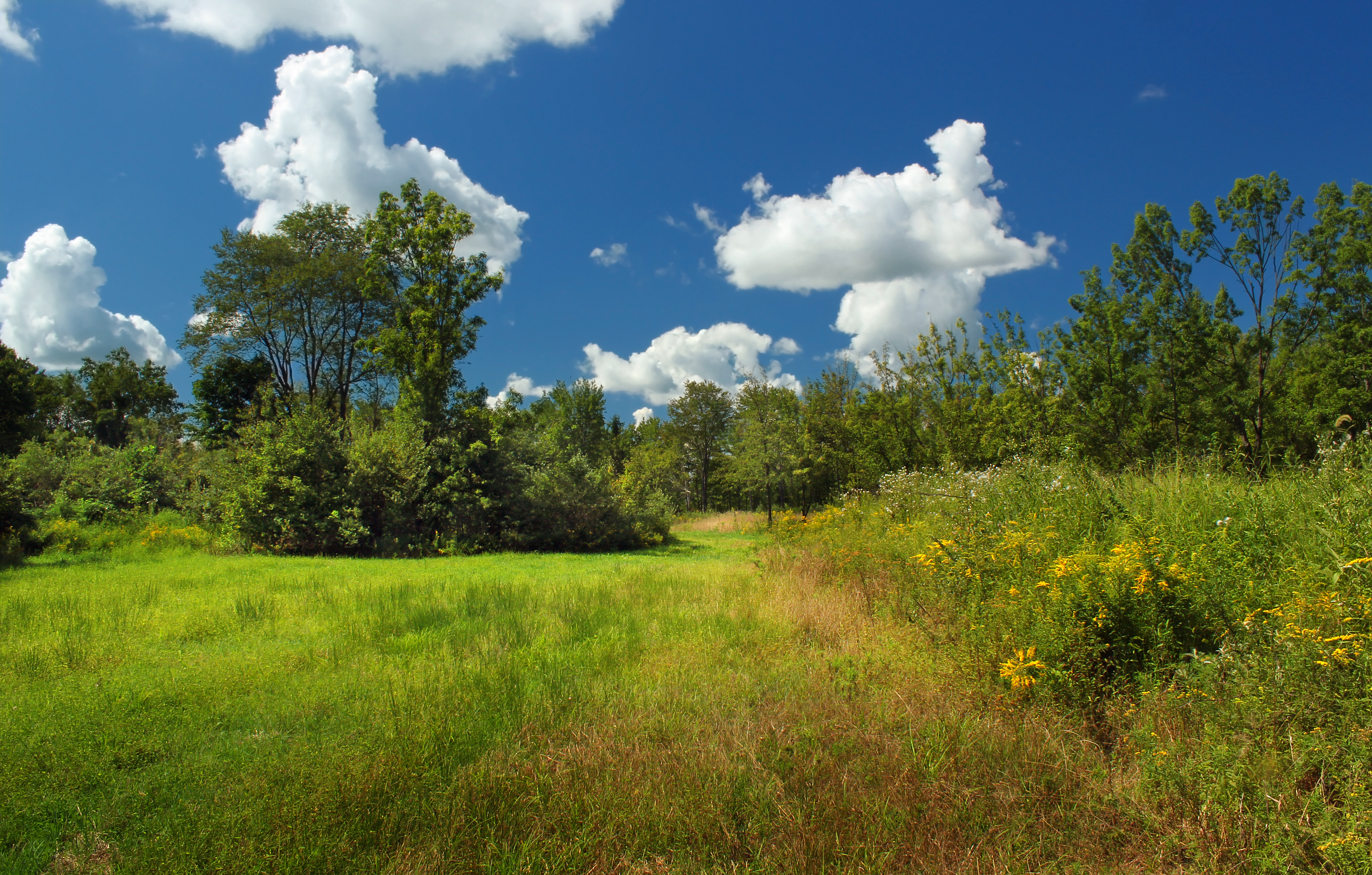
Postupný přechod mezi společenstvy louky a lesa

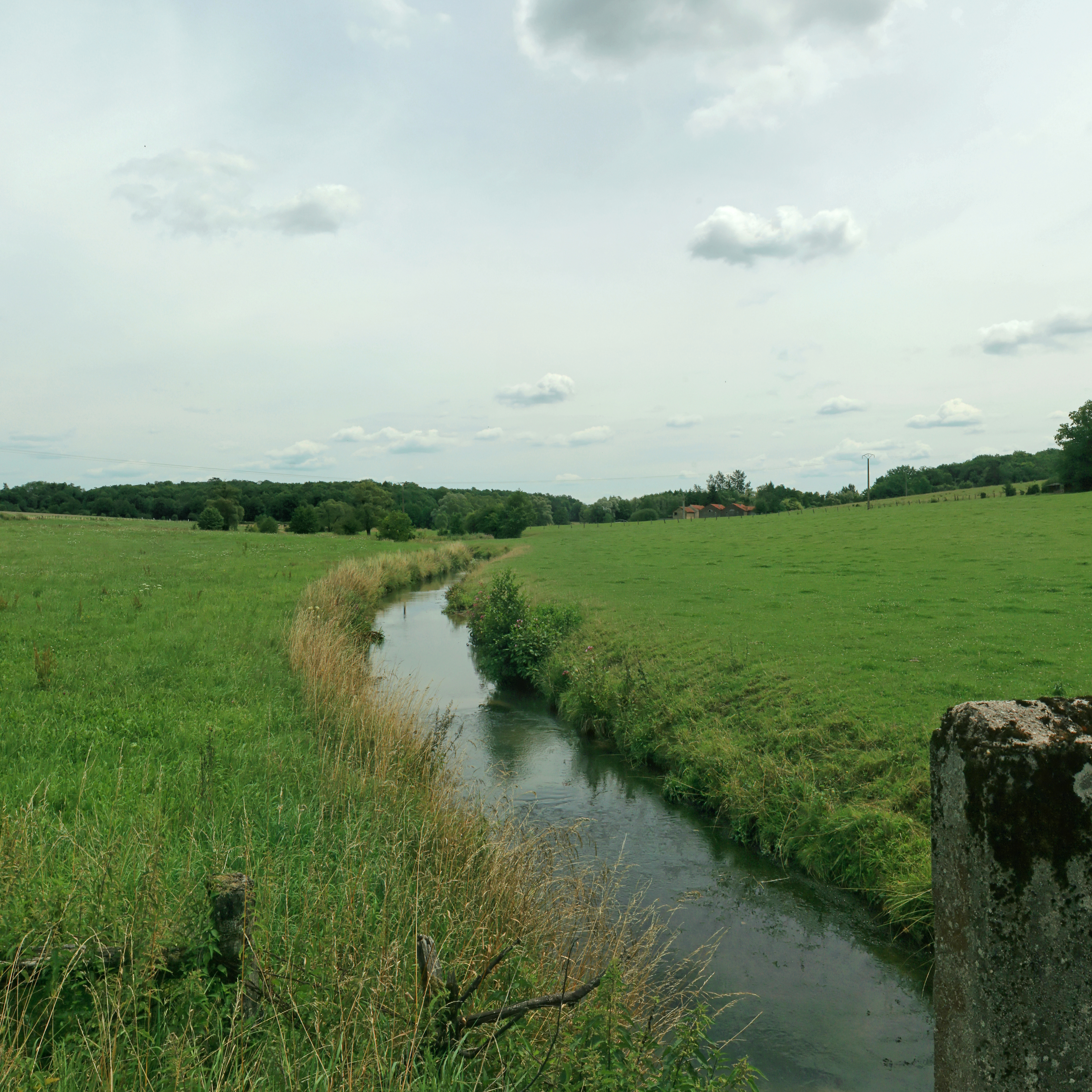
Dobře patrný ekoton mezi lučními a vodními společenstvy na břehu potoka

Ekoton je přechodná zóna, která se nachází v hraničním pásmu mezi dvěma či více sousedními společenstvy (biocenózami) a ve které dochází k více či méně plynulé přeměně jedné biocenózy v druhou, přičemž zde dochází k jejich aktivní interakci a jsou zde přítomny osobité vlivy a mechanismy, které se nevyskytují v sousedících biocenózách. Hranice mezi společenstvy může být ostrá, daná například změnou obhospodařování pozemku, nebo naopak pozvolná, mozaikovitá či difúzní. V místech přechodu může docházet k ekotonálnímu (okrajovému) efektu, kdy v ekotonu je vyšší počet druhů než v kterékoli z obou sousedních biocenóz, neboť krom druhů obou z nich se zde navíc mohou vyskytovat druhy specifické pouze pro tuto přechodovou zónu, není to však pravidlem.
Ekotony lze chápat v různých měřítcích krajinného systému – od celé biosféry až po jednotlivé populace. Ekotonální zóna může být vyvinuta např. mezi dvěma sousedícími biomy – tak lesostep je plošně rozsáhlým ekotonem mezi biomy stepi a temperátního listnatého lesa, lesotundra mezi biomy tundry a tajgy a podobně. Na nižších úrovních lze sledovat ekoton mezi vegetačními zónami (např. parková hranice lesa přecházejícího s rostoucí nadmořskou výškou v horské louky) nebo jednotlivými společenstvy (např. lesem, lesním lemem a loukou, polní kulturou a travatým remízem, v břehových porostech apod.). Ekotony se vyskytují též na gradientu ekologických podmínek (světlo–stín, pH půdy, vlhkost...). K typickým ekotonálním společenstvům v krajině patří lesní lemy, lesní plášť, porosty křovin na lesních okrajích apod. Mohou nabývat různých tvarů, co se týče patrovitosti společenstva, ostrosti hranice, šíře ekotonu a jeho prostupnosti z jedné či druhé strany.
Ekotonální společenstva mají v krajině významnou úlohu. Z ekologického hlediska plní v kulturní krajině často úlohu stabilizačních prvků a refugií pro množství druhů, vyznačují se vysokou biodiverzitou, slouží i jako biokoridory pro migraci. Důležitá je též jejich funkce krajinotvorná, estetická (kvetoucí křoviny a světlomilné ovocné dřeviny v lesním plášti na jaře) i produkční. Slouží též jako nárazník a filtr pro zachycení a odstínění škodlivých vlivů jednoho společenstva vůči druhému (vliv větru, hnojiv, pesticidů, typických škůdců atp.). Díky své poloze na okraji dvou sousedících ploch patří v krajině často k nejstabilnějším prvkům.